# Karl Merkenschlager
Karl Merkenschlager (* 6. April 1885 in Hauslach, Gemeinde Georgensgmünd; † 10. Juni 1967 in Traunstein) war ein deutscher Rechtsanwalt.

## Werdegang
Merkenschlager studierte Rechtswissenschaft an der Universität Erlangen und kam im Alter von 29 Jahren nach Traunstein. Während seines Studiums wurde er 1904 Mitglied der Burschenschaft Bubenruthia Erlangen.
Nach Ende des Zweiten Weltkriegs war er von 1945 bis 1946 kommissarischer Bürgermeister der oberbayerischen Stadt Traunstein.
Der passionierte Bergsteiger war von 1934 bis 1949 1. Vorsitzender der Sektion Traunstein des Deutschen Alpenvereins. Auf sein Betreiben hin wurde 1938 in den Berchtesgadener Alpen die Neue Traunsteiner Hütte errichtet, die heute auch seinen Namen trägt. Nach seinem Rücktritt wurde er zum Ehrenvorsitzenden der Sektion Traunstein ernannt. Sein Grab befindet sich im Traunsteiner Waldfriedhof.

## Ehrungen
- Bundesverdienstkreuz 1. Klasse (4. Juni 1963)[2]
- Ehrenring der Stadt Traunstein (11. März 1965)
- Karl-Merkenschlager-Straße in Traunstein[3]